# Терлик

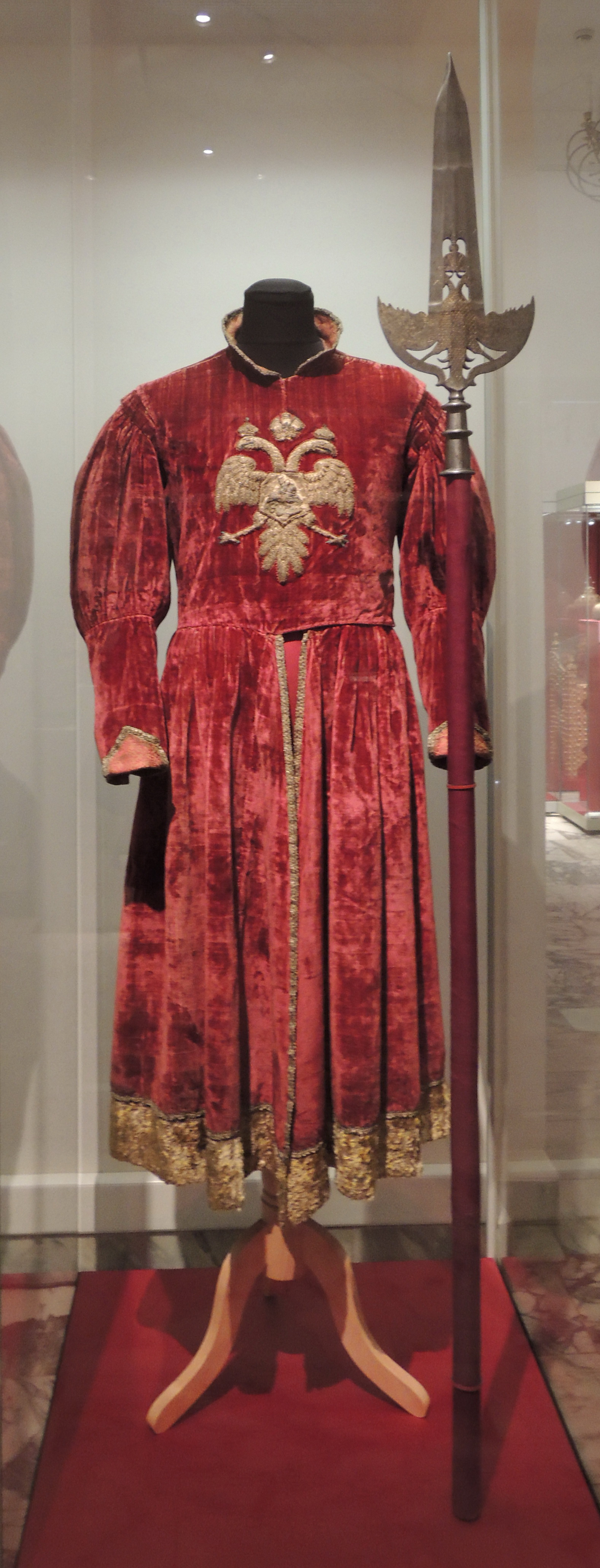
Форменные кафтаны-«терлики». Мастерские Кремля. 2-я пол. XVII века. Бархат гладкий, камка, Италия XVII век., бархат «косматый» — Гданьск, XVII век. Бархат, камка, золотная и шелковая нить, галун, шитье. ММК. Подобные одежды хранились в государственной казне и выдавались лишь на время официальных церемоний

Терлик — русская одежда, употреблявшаяся в XVI — конце XVII века, исключительно при дворе, во время приёма послов и торжественных выходов.
Она делалась преимущественно из золотой материи и походила на ферязь, только была у́же и делалась с перехватом или лифом. Вместо длинных петлиц терлик имел короткие петли и в основном обшивался у во́рота, вдоль пол, по подолу и у рукавов серебряным или золотым газом, жемчугом и каменьями. Рукава были у него гораздо короче, нежели у ферязи, и почти без оборок. Иногда терлики делались на меху.
Интересно, что у монгольских народов терликом (монг. тэрлэг) называется халат или кафтан, не подбитый мехом, а шьющийся из одной ткани, носимый летом.